# 普卢兰莱莫尔莱
普卢兰莱莫尔莱（法語：Plourin-lès-Morlaix，法語發音：[pluʁɛ̃ lɛ mɔʁlɛ]，意为“莫尔莱附近的普卢兰”）是法国菲尼斯泰尔省的一个市镇，位于该省东北部，属于莫尔莱区。

## 地理
普卢兰莱莫尔莱（48°32'6"N, 3°47'23"W）面积40.92 平方千米，位于法国布列塔尼大區菲尼斯泰尔省，该省份为法国最西部的省份，位于布列塔尼半岛西部，北西南三面环大西洋，东临阿摩尔滨海省和莫尔比昂省。
与普卢兰莱莫尔莱接壤的市镇（或旧市镇、城区）包括：勒克卢瓦特尔-圣泰戈内克、莫尔莱、普莱贝尔克里斯特、普卢贡旺、圣马丹德尚。

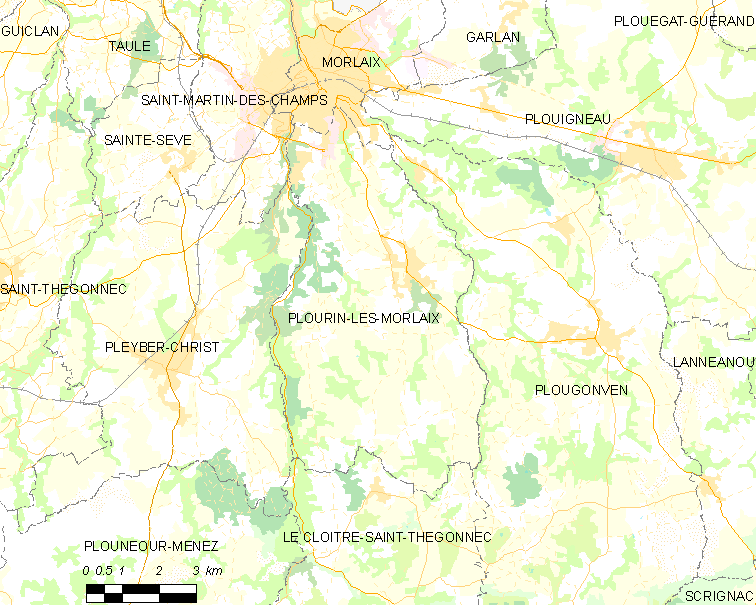
普卢兰莱莫尔莱的OSM定位图

普卢兰莱莫尔莱的时区为UTC+01:00、UTC+02:00（夏令时）。

## 行政
普卢兰莱莫尔莱的邮政编码为29600，INSEE市镇编码为29207。

## 政治
普卢兰莱莫尔莱所属的省级选区为普卢伊尼欧县。

## 人口

1962-2008年间普卢兰莱莫尔莱人口变化图示

普卢兰莱莫尔莱于2022年1月1日时的人口数量为4529人。